# 林修 (フランス文学者)
林 修（はやし おさむ、1962年 - 2014年10月21日）は、日本のフランス文学者。福島大学経済経営学類教授。専門はフランス文学・比較文学。

## 経歴
1962年和歌山県生まれ。1985年、東京外国語大学外国語学部フランス語学科卒業。
その後、フランスに留学し1994年、フランス国立東洋言語文化研究所（INALCO)講師。1997年にパリ第7大学DEA（フランス文学）取得。1998年に福島大学経済学部助教授に就任。2004年に大学の改組により、福島大学経済経営学類助教授となり、翌2005年に福島大学経済経営学類教授となった。
この間、1988年1月にフランス語検定1級（奨励賞も受賞）を取得。仏語検定の担当委員も務めた。また学会は日本フランス語フランス文学会、Société Internationale d'Études Yourcenariennes (SIEY) に所属。フランス語教育振興協会委員も務めた。研究テーマは語学や文学に留まらず、バレエ・舞踊芸術、フランス映画、ジャポニスム、モード系ファッションと、あらゆるフランスの文化に造詣が深かった。福島大学の学内では、2010年4月から2012年3月まで学生生活委員を務めた。
2014年10月21日、突然胸部大動脈解離に襲われ、同日午後6時48分に福島市の病院で急死した。51歳没。

## 著書
- 『介入? 人間の権利と国家の論理』（エリ・ヴィーゼル著、川田順造共編、廣瀬浩司と共訳）藤原書店、1997年6月　ISBN 978-4-894-34071-8
- 『パリのエトワール―パトリック・デュポン自伝』（パトリック・デュポン著、翻訳）新書館、2001年6月　ISBN 978-4-403-23086-8
- 『ミシェル・フーコー集成IX』（翻訳、ミシェル・フーコー著）筑摩書房、2001年
- 『空間の旅・時間の旅』（翻訳、マルグリット・ユルスナール著、岩崎力編集）白水社、2002年2月　ISBN 978-4-560-04715-6
- 『パリ・オペラ座のバレリーナ きれいに生きるための12のレッスン』（[翻訳、ミテキ・クドー著）新書館、2007年2月　ISBN 978-4-403-32027-9
- 『仏検公式問題集 準1級〈2012年度版〉』（フランス語教育振興協会の一員として編集）駿河台出版社、2012年3月　ISBN 978-4-411-90236-8